# Joint de dilatation
Pour les articles homonymes, voir Joint.
Un joint de dilatation est un joint destiné à absorber les variations de dimensions des matériaux d’une structure sous l'effet des variations de température. Il est aussi appelé compensateur de dilatation.
On distingue :
- Les joints de chaussées, également appelés usuellement joints de dilatation, qui sont des dispositifs permettant d'assurer la continuité de la circulation au droit d'une coupure du tablier d’un pont.
- Les joints de dilatation utilisés pour raccorder les rails des chemins de fer les uns aux autres. Depuis le XXIe siècle, les rails tendent de plus en plus à être soudés, en particulier sur les Lignes à grande vitesse.
- Les joints de murs de soutènement,
- Les joints de ponts-rails
- Les joints de dilatation en maçonnerie